# Millersburg, Iowa
Millersburg är en ort i Iowa County i Iowa. Vid 2020 års folkräkning hade Millersburg 135 invånare.